# Kiyoshi Nobutoki
Kiyoshi Nobutoki (信時 潔, né à Osaka le 29 décembre 1887 – mort à Tokyo le 1er août 1965, est un compositeur, violoncelliste et professeur japonais.

## Biographie
Kiyoshi est le troisième fils de Kouki Yoshioka, et de sa mère, Tori Yoshioka, qui étaient pasteurs de l'église Osaka Kita (actuellement l'église Osaka Kita de l'église chrétienne japonaise). En 1898, il est adopté par Kiyoshi Nobutoki et sa femme, qui faisaient partie de l'Église du Nord d'Osaka.
Nobutoki a étudié à partir de 1905 à l'Université nationale des beaux-arts et de la musique de Tokyo (東京藝術大学 Tōkyō Gei-jutsu Daigaku), aujourd'hui : Université des arts de Tokyo à Tokyo. Il a suivi les cours de violoncelle, de composition, de contrepoint et d'harmonie. Heinrich Rudolf Ruyter faisait partie de ses professeurs. En 1910, il obtient son diplôme et donne un récital de violoncelle pour le syndicat des étudiants du conservatoire. À partir de 1912, il poursuit ses études dans la même université. Après avoir obtenu son diplôme, il est devenu enseignant à cette même université. De 1920 à 1922, grâce à une bourse du ministère japonais des Affaires étrangères, il a pu étudier la composition et le violoncelle en Europe (en Allemagne, entre autres avec Georg Schumann, en France, au Royaume-Uni, en Suisse et en Italie).
En 1923, il est nommé professeur et la même année, il épouse Shirasaka Mii. En 1954, il prend sa retraite. Parmi ses élèves figurent Kan'ichi Shimofusa (en), Kunihiko Hashimoto, Midori Hosokawa, Yoshio Hasegawa, Saburō Takata et Hajime Okumura.
À partir de 1924, il commence à écrire de la musique chorale, des chansons et des pièces pour violon et piano en grand nombre. En 1942, il a reçu le "Prix Asahi" et en 1973, il a été distingué en tant que personne de mérite culturel (Personne de la culture BUNKA Korosha).

## Compositions

### Œuvres pour orchestre
- 1938 Kimigayo, pour chœur mixte et orchestre à cordes

### Œuvre pour orchestre d'harmonie
- Umi Yukaba, voix / chant et orchestre d'harmonie[1].

### Musique vocale

#### Œuvres pour chœur
- 1911 Spring Yayoi, ancien hymne national japonais pour chœur mixte
- 1917 Hideo main, pour chœur mixte et piano
- 1923 Prince Control marriage celebration song, pour chœur mixte et 2 piano - texte : Tatsuyuki Takano
- Daito Bunka University Song, pour chant
- Gakushūin-University Song, pour chant
- Kanazawa University Song, pour chant
- Keio University School Song, pour chant
- Meijo University Song, pour chant
- Osaka Institute of Technology Song, pour chant
- Sara, suite chorale pour chœur féminin - texte : Tamotsu Kinoshita
- Seikei-University Song, pour chant
- Senshu University Song, pour chant
- Song of the Tokai University, pour chœur d'enfants - texte : Shigeyoshi Matsumae [2].
- Tokai University Song, pour chant
- Umi Yukaba (海行かば) 1937 - chant patriotique (gunka) basé sur un poème (waka de Ōtomo no Yakamochi dans le Man'yōshū[3],[4].
- Cycle de chants Sara (沙羅) - enregistré par Kazumichi Ohno (ténor), Kyosuke Kobayashi (piano). Thorofon CD. 1994[5].

#### Lieder
- 1911 Random thoughts, pour voix et piano
- 1917 Akaki crescent colors, pour voix et piano - texte : Hakushū Kitahara
- 1917 Disillusioned, pour voix et piano - texte : Hakushū Kitahara
- 1917 Rose Tree, pour voix et piano - texte : Hakushū Kitahara
- 1924 Violet Flower, pour voix et piano
- 1926 Chapter five Pieces, pour voix et piano - texte : Akiko Yosano
- 1933 Nightingale eggs, pour voix et piano
- 1937 Umi Yukaba, pour voix et piano - texte : Ōtomo no Yakamochi
- 1943 Sara, pour ténor et piano
  1. Tanzawa (« Montagne »)
  2. Azumaya no (« Pavillon »)
  3. Kitaaki no (« Automne dans le nord »)
  4. Sara (« Arbre indien »)
  5. Karasu (« Corbeau »)
  6. Yoshikiri (« Le cueilleur de roseaux »)
  7. Uranoto (« Prédiction »)
  8. Yume (« Rêve »)
- Le Corbeau
- 1956 Military vehicle line (Song of the war chariot), pour voix et piano
- Hana no Iro wa, pour soprano, ténor et piano
- Shiki (« Quatre saisons »), suite vocale pour deux sopranos et piano 
  1. Hana (« Floraisons »)
  2. Noryo (« Nuit d'été »)
  3. Aki no Tsuki (« Lune d'automne »)
  4. Yuki (« Neige »)
- Yoshikiri, pour soprano et piano

### Musique de chambre
- 1913 Puppet, pour violon et piano
- 1920 Quatuor à cordes

### Œuvres pour piano
- 1909 Starlight Fading
- 1917 Variations
- 1920-1947 Variations sur un thème
- 1920-1947 Ballade
- 1925 Variations élémentaires « Mon »
- 1928 Wildflower Girl
- 1928 39 Piano Pieces ballad collection
- 1932 Six dance songs
- 1936 Leaf Collection

### Œuvres pour clavecin
- 1941 Folk Songs d'Kita Azuma, pour clavecin (ou piano)
- Folksongs of North-eastern Japan
- Sansa Shigure
- Nambu Ushi-oi-uta

## Sources de la traduction
- (en)/(nl) Cet article est partiellement ou en totalité issu des articles intitulés en anglais « Kiyoshi Nobutoki » (voir la liste des auteurs) et en néerlandais « Kiyoshi Nobutoki » (voir la liste des auteurs).